# Wednesday Campanella
Wednesday Campanella (水曜日のカンパネラ Suiyōbi no Kanpanera, "Wednesday Campanella") is een Japanse muziekgroep opgericht in 2012 die elektronische muziek uitbrengt. De leden van de groep zijn KOM_I, Hidefumi Kenmochi en Dir.F.

## Leden
- Utaha (詩羽) - zangeres
- Hidefumi Kenmochi (ケンモチヒデフミ) - muziekproducer
- Dir.F. (ディレクター・エフ) - regisseur

### Oud-lid
- KOM_I (コムアイ, komuai) - zangeres

## Naam
In het Japans wordt de groep Suiyōbi no Campanella genoemd, waarbij Suiyōbi staat voor de dag waarop ze elkaar meestal ontmoeten, namelijk woensdag. In het Engels wordt de groep Wednesday Campanella genoemd.

## Discografie

### Albums
| Titel    | Jaar | Label           |
| -------- | ---- | --------------- |
| Zipangu  | 2015 | Tsubasa Records |
| SUPERMAN | 2017 | Warner Records  |

### Ep's
| Titel                              | Jaar | Label           |
| ---------------------------------- | ---- | --------------- |
| Crawl to Sakaagari                 | 2013 | Tsubasa Records |
| Rashōmon                           | 2013 | Tsubasa Records |
| Cinema Jack                        | 2014 | Tsubasa Records |
| Watashi o Onigashima ni Tsuretette | 2014 | Tsubasa Records |
| Triathlon                          | 2015 | Tsubasa Records |
| UMA                                | 2016 | Warner Records  |
| Galapagos                          | 2018 | Warner Records  |

### compilatie-ep's
| Titel                | Jaar | Label                                                 |
| -------------------- | ---- | ----------------------------------------------------- |
| Tsutaya Rental-ban 1 | 2015 | Tsubasa Records                                       |
| Tsutaya Rental-ban 2 | 2015 | Tsubasa Records                                       |
| Jugen je t'aime      | 2015 | Specific Recordings / Alegori Music / Tsubasa Records |

### singles
| Titel      | Jaar | Album       |
| ---------- | ---- | ----------- |
| Mothra     | 2013 | Cinema Jack |
| Raoh       | 2013 | Cinema Jack |
| Mitsuko    | 2013 | Cinema Jack |
| Nikita     | 2014 | Cinema Jack |
| Chupacabra | 2016 | UMA         |
| Superkid   | 2016 | Superman    |
| Ikkyū-san  | 2017 | Superman    |
| Melos      | 2017 | Galapagos   |
| Eisei      | 2017 | geen album  |
| Picasso    | 2017 | Galapagos   |
| Gala       | 2017 | geen album  |